# Diocèse de Spokane

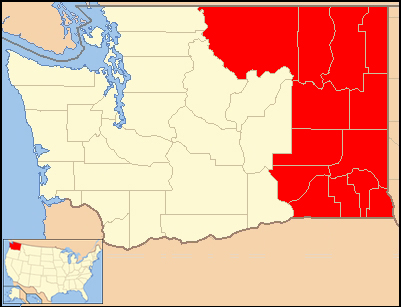
Localisation du diocèse.

Le diocèse de Spokane (en latin : Dioecesis Spokanensis) est un diocèse de l'Église catholique de l'État de Washington aux États-Unis. Il est suffragant de l'archidiocèse de Seattle. Son siège se trouve à Spokane, dans l'État de Washington, aux États-Unis.
L'église-mère du diocèse de Spokane est la cathédrale Notre-Dame-de-Lourdes (en) à Spokane. Depuis 2015, son évêque est Thomas Anthony Daly (en).

## Histoire
Le diocèse est créé le 17 décembre 1913, par détachement de celui de Seattle dont il est suffragant depuis 1951. 

## Territoire
Le diocèse de Spokane englobe les comtés suivants :
Okanogan, Ferry, Stevens, Pend Oreille, Lincoln, Spokane, Adams, Whitman, Franklin, Walla Walla, Columbia, Garfield et Asotin.
En 2024, il compte environ 158 534 catholiques répartis en 80 paroisses.

## Les évêques
- 18 mars 1914-17 décembre 1925 : Augustine Schinner (Augustine Francis Schinner)
- 20 décembre 1926-† 25 septembre 1955 : Charles White (Charles Daniel White)
- 25 septembre 1955-11 avril 1978 : Bernard Topel (Bernard Joseph Topel)
- 6 novembre 1978-17 avril 1990 : Lawrence Welsh (Lawrence Harold Welsh)
- 17 avril 1990-30 juin 2010 : William Skylstad (William Stephen Skylstad)
- 30 juin 2010-20 septembre 2014[3]: Blase Cupich (Blase Joseph Cupich)
- depuis le 12 mars 2015[4]: Thomas Daly (Thomas Anthony Daly (en))

## Source
- (en) Diocese of Spokane, Catholic-Hierarchy

### Articles liés
- Église catholique aux États-Unis
- Liste des juridictions catholiques aux États-Unis